# Comment monsieur prend son bain
Comment monsieur prend son bain è un cortometraggio del 1903 diretto da Alice Guy.
È un remake del cortometraggio di Georges Méliès Le déshabillage impossible del 1900.

## Trama
Un uomo si sta togliendo i vestiti per fare un bagno, ma appena tolto un abito, ne indossa subito un altro.